# Culpeper, Virginia
Culpeper är en småstad (incorporated town) i Culpeper County i den amerikanska delstaten Virginia med en yta av 17,5 km², och en folkmängd, som uppgår till 9 664 invånare (2000). Culpeper är administrativ huvudort i Culpeper County. Orten grundades år 1759. Culpeper ingår i storstadsregionen Baltimore-Washington metropolitan area.